# Катрін Даунінг
Катрін Даунінг (англ. Cathrine Downing; нар. 6 січня 1980, Індіанаполіс, штат Індіана) — американська борчиня вільного стилю, дворазова бронзова призерка чемпіонатів світу, переможець та бронзова призерка Кубків світу.				
Боротьбою займається з 1994 року. Була срібною призеркою чемпіонату світу 1999 року серед юніорів.				

## Виступи на Чемпіонатах світу
| Змагання                        | Збірна | Вагова категорія | Місце  |
| ------------------------------- | ------ | ---------------- | ------ |
| Чемпіонат світу з боротьби 2005 | США    | 67 кг            | Бронза |
| Чемпіонат світу з боротьби 2006 | США    | 67 кг            | 14     |
| Чемпіонат світу з боротьби 2007 | США    | 67 кг            | Бронза |

## Виступи на Кубках світу
| Змагання                    | Збірна | Вагова категорія | Місце  |
| --------------------------- | ------ | ---------------- | ------ |
| Кубок світу з боротьби 2001 | США    | 68 кг            | Золото |
| Кубок світу з боротьби 2004 | США    | 67 кг            | 4      |
| Кубок світу з боротьби 2006 | США    | 67 кг            | Бронза |
| Кубок світу з боротьби 2007 | США    | 67 кг            | 5      |

## Виступи на інших змаганнях
| Змагання                                     | Збірна | Вагова категорія | Місце  |
| -------------------------------------------- | ------ | ---------------- | ------ |
| Відкритий чемпіонат Манітоби з боротьби 2002 | США    | 67 кг            | Срібло |
| Klippan Lady Open 2003                       | США    | 67 кг            | Срібло |
| Klippan Lady Open 2004                       | США    | 72 кг            | Бронза |
| Міжнародний меморіал Дейва Шульца 2005       | США    | 67 кг            | Золото |
| Klippan Lady Open 2005                       | США    | 67 кг            | Срібло |
| Міжнародний меморіал Дейва Шульца 2006       | США    | 67 кг            | Бронза |
| Міжнародний меморіал Дейва Шульца 2007       | США    | 67 кг            | Золото |